# Festival de Eurovisión de Jóvenes Músicos 1992
La VI edición del Festival de Eurovisión de Jóvenes Músicos se celebró en el Cirque Royal de Bruselas (Bélgica) el 9 de junio de 1992.
La Belgian National Symphony Orchestra dirigida por Ronald Zollman fue la orquesta encargada de acompañar a los 8 participantes en esta edición.
Esta es la primera y única edición hasta el momento en la que participa España, pese a que en su debut consiguió un estupendo segundo puesto.
Curiosamente los dos países que debutaban en esta edición consiguieron los dos mejores puestos de la clasificación, siendo la ganadora Polonia con Bartłomiej Nizioł tocando el violín y quedando en segunda posición España con Antonio Serrano tocando la armónica. Estos dos países participaban por primera vez en este certamen.

## Ronda preliminar
| - Chipre - Hungría |  | - Suiza - Yugoslavia |  |

## Participantes y Clasificación
| Posición | País y TV          | Representante     | Instrumento |
| -------- | ------------------ | ----------------- | ----------- |
| 1        | Polonia TVP        | Bartłomiej Nizioł | Violín      |
| 2        | España TVE         | Antonio Serrano   | Armónica    |
| 3        | Bélgica BRT / RTBF | Marie Hallynck    | Violonchelo |
| -        | Austria ORF        | Andreas Schablas  | Clarinete   |
| -        | Dinamarca DR       | Marie Rørbech     | Piano       |
| -        | Finlandia YLE      | Helen Lindén      | Violonchelo |
| -        | Noruega NRK        | Henning Kraggerud | Violín      |
| -        | Reino Unido BBC    | Frederick Kempf   | Piano       |

## Predecesor y sucesor
| Predecesor: Viena 1990 | Festival de Eurovisión de Jóvenes Músicos Bruselas 1992 | Sucesor: Varsovia 1994 |